# Svarttjärnen (Piteå socken, Norrbotten, 726531-171711)
Svarttjärnen är en sjö i Piteå kommun i Norrbotten och ingår i Åbyälvens huvudavrinningsområde.